# Sandeltræ-ordenen
Sandeltræ-ordenen (Santalales) har følgende fællestræk: Mycorrhiza findes kun spredt i denne orden, og de fleste undersøgte arter mangler denne udvikling. Arterne indeholder polyacetylener (triglycerider med C18 acteylensyrer) og triterpener.
| Familier |

- Balanophoraceae
- Misodendraceae
- Olacaceae
- Opiliaceae
- Egemistelten-familien (Loranthaceae)
- Sandeltræ-familien (Santalaceae) (her findes bl.a. Almindelig Mistelten (Viscum album)
- Schoepfiaceae
- Strombosiaceae